# Thạch Kim Tuấn
Thạch Kim Tuấn (15 de janeiro de 1994, em Hàm Tân, província de Binh Thuan) é um halterofilista do Vietnã.
No primeiro Campeonato Mundial Juvenil, em 2009, Thạch Kim Tuấn terminou em segundo, com 207 kg no total combinado (91 no arranque e 116 no arremesso), atrás do chinês Lu Yuntao, com 213 kg (93+120), na categoria até 50 kg.
Nos Jogos Olímpicos da Juventude em Cingapura, o chinês Xie Jiawu terminara a prova do arranque na frente, com 117 kg, enquanto Tuấn conseguira 116; no arremesso Xie Jiawu conseguiu levantar 137 kg, e terminou com 254 kg; Thạch Kim Tuấn levantou 140 kg (256 no total) e ganhou ouro, na categoria até 56 kg.

## Quadro de resultados
| Ano                                                 | Lugar                            | Categoria       | Marca (kg) / pos. | Marca (kg) / pos. | Marca (kg) / pos. |
| Ano                                                 | Lugar                            | Categoria       | Arranque          | Arremesso         | Total             |
| Jogos Olímpicos                                     | Jogos Olímpicos                  | Jogos Olímpicos | Jogos Olímpicos   | Jogos Olímpicos   | Jogos Olímpicos   |
| --------------------------------------------------- | -------------------------------- | --------------- | ----------------- | ----------------- | ----------------- |
| 2016                                                | Rio de Janeiro, Brasil           | –56 kg          | 130 / 4           | NM                | —                 |
| 2021*                                               | Tóquio, Japão                    | –61 kg          | 126 / 8           | NM                | —                 |
| Campeonato Mundial                                  |                                  |                 |                   |                   |                   |
| 2011                                                | Paris, França                    | –56 kg          | 125 / 5           | NM                | —                 |
| 2013                                                | Breslávia, Polônia               | –56 kg          | 126 /             | 157 /             | 273 /             |
| 2014                                                | Almati, Cazaquistão              | –56 kg          | 135 /             | 161 /             | 296 /             |
| 2015                                                | Houston, Estados Unidos          | –56 kg          | 130 / 4           | 157 / 4           | 287 /             |
| 2017                                                | Anaheim, Estados Unidos          | –56 kg          | 126 /             | 153 /             | 279 /             |
| 2018                                                | Asgabate, Turquemenistão         | –61 kg          | 135 / 6           | 163 / 6           | 298 / 5           |
| 2019                                                | Pattaya, Tailândia               | –61 kg          | 133 / 5           | 163 / 6           | 296 / 4           |
| Jogos Asiáticos                                     |                                  |                 |                   |                   |                   |
| 2014                                                | Incheon, Coreia do Sul           | –56 kg          | 134 / 1           | 160 / 2           | 294 /             |
| 2018                                                | Jacarta, Indonésia               | –56 kg          | 128 / 1           | 152 / 3           | 280 /             |
| Campeonato Asiático                                 |                                  |                 |                   |                   |                   |
| 2012                                                | Pyeongtaek, Coreia do Sul        | –56 kg          | 124 /             | 145 / 5           | 269 / 4           |
| 2013                                                | Astana, Cazaquistão              | –56 kg          | 125 /             | 156 /             | 281 /             |
| 2019                                                | Ningbo, China                    | –61 kg          | 136 /             | 161 / 6           | 297 / 5           |
| 2021*                                               | Tasquente, Usbequistão           | –61 kg          | 128 / 6           | NM                | —                 |
| Jogos do Sudeste Asiático                           |                                  |                 |                   |                   |                   |
| 2011                                                | Palembang, Indonésia             | –56 kg          | 124 / 2           | 147 / 4           | 271 /             |
| 2013                                                | Nepiedó, Myanmar                 | –56 kg          | 129 / 1           | 156 /1            | 285 /             |
| 2017                                                | Kuala Lumpur, Malásia            | –56 kg          | 120 / 1           | 149 / 1           | 269 /             |
| 2019                                                | Manila, Filipinas                | –61 kg          | 135 / 2           | 169 / 2           | 304 /             |
| Jogos Asiáticos de Artes Marciais e Recinto Coberto |                                  |                 |                   |                   |                   |
| 2017                                                | Asgabate, Turquemenistão         | –56 kg          | 131 / 1           | 151 / 2           | 282 /             |
| Campeonato Mundial Júnior                           |                                  |                 |                   |                   |                   |
| 2010                                                | Sófia, Bulgária                  | –56 kg          | 110 / 4           | 137 / 5           | 247 / 5           |
| 2011                                                | Penang, Malásia                  | –56 kg          | 120 /             | 150 /             | 273 /             |
| 2014                                                | Cazã, Rússia                     | –56 kg          | 130 /             | 163 /             | 293 /             |
| Jogos Olímpicos da Juventude                        |                                  |                 |                   |                   |                   |
| 2010                                                | Cingapura                        | –56 kg          | 116 / 2           | 140 / 1           | 256 /             |
| Campeonato Mundial Juvenil                          |                                  |                 |                   |                   |                   |
| 2009                                                | Chiang Mai, Tailândia            | –50 kg          | 91 /              | 115 /             | 207 /             |
| Campeonato Asiático Juvenil                         |                                  |                 |                   |                   |                   |
| 2009                                                | Dubai, Emirados Árabes Unidos    | –56 kg          | 111 /             | 136 /             | 247 /             |
| 2011                                                | Pattaya, Tailândia               | –56 kg          | 127 /             | 150 /             | 277 /             |
| Outras                                              |                                  |                 |                   |                   |                   |
| 2019                                                | Fuzhou, China IWF World Cup      | –61 kg          | 135 /             | 160 /             | 295 /             |
| 2020                                                | Roma, Itália Roma 2020 World Cup | –61 kg          | 132 /             | 161 /             | 293 /             |

- NM = Sem marca (No mark)

 *Edição de 2020 realizada em 2021.